# 조경묘 출토 유의 일괄
조경묘 출토 유의 일괄(趙儆墓 出土 遺衣 一括)은 서울특별시 종로구, 서울역사박물관에 있는 유의이다. 2002년 8월 16일 서울특별시의 민속문화재 제31호로 지정되었다.

## 개요
조경(趙儆, 1541～1609)은 조선 중기의 무신으로 임진왜란 당시 권율과 함께 행주산성(幸州山城)에서 행주대첩(幸州大捷)을 거두어 한양 탈환의 계기를 만든 인물이다. 임란(壬亂) 이후로는 한성부(漢城府) 우윤(右尹)과 한성부(漢城府) 판윤(判尹)을 역임하였고, 선조 37년(1604)에는 임진왜란 당시의 공적을 인정받아 선무공신(宣武功臣) 3등(等)에 책록되고  풍양군(豊壤君)에 봉하여진 바 있다.
조경(趙儆)의 분묘에서 출토된 본(本) 유의(遺衣)들은 묘주(墓主)의 생몰 연대가 임진왜란 전후인 바 전반적으로 조선 전기와 후기의 과도기적 형태를 잘 보여주고 있다. 특히 그러한 양상은 액주름포의 주름 형태 및 전삼(展衫)의 존재, 조선왕조실록(朝鮮王朝實錄) 및 경국대전(經國大典) 상에 대사헌(大司憲)이 착용하는 것으로 나와 있는 해치 흉배가 한성부(漢城府) 판윤(判尹)을 지낸 조경(趙儆)의 묘(墓)에서 출토된 사실 등에서 두드러지게 나타나고 있는데, 이는 전 시기와 동 시기 기타 분묘의 출토(出土) 유의(遺衣)에서 나타나는 특징과는 약간 다른 모습이다.
단령(團領)과 답호의 무에 있어서 뒤돌림의 안자락 상단이 겉자락보다 짧으며 그 짧은만큼의 분량을 소매 겨드랑이 밑에 붙인 것도 매우 특이한 점이다. 복건(幅巾)은 머리를 포함하여 어깨 위 상체까지를 덮는 기능을 갖춘 것인데 다른 분묘 출토 유물과 달리 매우 크다는 점에서 특이한 예에 속한다고 볼 수 있다.
특히 현재까지 발굴된 분묘 유의(遺衣) 중 처음으로 출토된 해치흉배(獬豸胸背)는 얇은 옷감에 금사(金絲) 등으로 매우 정교한 수를 놓아 완성한 것으로서 보존상태도 매우 좋아 문화재적 가치가 매우 높다. 지금까지 발견된 조선 전기(임진왜란 이전)의 유물과 비교할 때 본 유물들은 전반적으로 옷의 질감이 곱고, 바느질이 정교하며, 마름법도 독특하다.
遺衣들은 出土地와 年代, 墓主의 인적사항이 분명하고, 조선 전기와 후기 복식의 과도적 변화 양상을 확인하는
기초자료가 되며, 특히 오늘날 서울특별시장에 해당하는 漢城府 判尹을 역임한 인물의 遺衣라는 점에서 의의가
크다.

## 세부 지정 목록
2002년 8월 16일 문화재 지정 당시에는 26건 27점으로 고시되었으나, 2020년 2월 13일 26건 31점으로 지정 수량과 단위를 변경하여 고시하였다.
| 연번    | 사진 | 명칭                    | 수량 | 크기(cm)                                            | 연대                    |
| ------- | ---- | ----------------------- | ---- | --------------------------------------------------- | ----------------------- |
| 31-1호  |      | 저고리1 (赤古里1)       | 1点  | 길이87.5, 화장104.5, 품87, 진동32.5                 | 16세기 후반 ∼ 17세기 초 |
| 31-2호  |      | 저고리2 (赤古里2)       | 1点  | 길이78, 화장70, 품81, 진동34                        | 16세기 후반 ∼ 17세기 초 |
| 31-3호  |      | 저고리3 (赤古里3)       | 1点  | 길이90, 화장88, 품88, 진동36                        | 16세기 후반 ∼ 17세기 초 |
| 31-4호  |      | 방령형상의 (方領形上衣) | 1点  | 길이(앞114:뒤75), 화장120, 품80, 진동38             | 16세기 후반 ∼ 17세기 초 |
| 31-5호  |      | 단령1 (團領1)           | 1点  | 길이131, 화장118.1, 품66, 진동39                    | 16세기 후반 ∼ 17세기 초 |
| 31-6호  |      | 단령2 (團領2)           | 1点  | 길이131, 화장117, 품71, 진동35.5                    | 16세기 후반 ∼ 17세기 초 |
| 31-7호  |      | 단령3 (團領3)           | 1点  | 길이130.5, 화장117.5, 품75, 진동35.5                | 16세기 후반 ∼ 17세기 초 |
| 31-8호  |      | 철릭1 (帖裏1)           | 3点  | 길이(상64:하61), 화장123, 소매62, 품36.5, 진동42    | 16세기 후반 ∼ 17세기 초 |
| 31-9호  |      | 철릭2 (帖裏2)           | 1点  | 길이128(상59:하69), 화장144.5(소매64), 품77, 진동37 | 16세기 후반 ∼ 17세기 초 |
| 31-10호 |      | 철릭3 (帖裏3)           | 3点  | 길이132(상60:하72), 화장110.5(소매65), 품74, 진동36 | 16세기 후반 ∼ 17세기 초 |
| 31-11호 |      | 액주름포1 (腋注音袍1)   | 1点  | 길이119, 화장105, 품66, 진동34                      | 16세기 후반 ∼ 17세기 초 |
| 31-12호 |      | 액주름포2 (腋注音袍2)   | 1点  | 길이120.5, 화장109, 품68, 진동35                    | 16세기 후반 ∼ 17세기 초 |
| 31-13호 |      | 액주름포3 (腋注音袍3)   | 1点  | 길이118, 화장108, 품80, 진동33.5                    | 16세기 후반 ∼ 17세기 초 |
| 31-14호 |      | 답호1                   | 1点  | 길이133, 화장77, 품74, 진동35                       | 16세기 후반 ∼ 17세기 초 |
| 31-15호 |      | 답호2                   | 1点  | 길이130, 화장82, 품74, 진동35                       | 16세기 후반 ∼ 17세기 초 |
| 31-16호 |      | 솜포                    | 1点  | 길이 106, 화장 106, 품 85, 진동 32                  | 16세기 후반 ∼ 17세기 초 |
| 31-17호 |      | 직령포 (直領袍)         | 1点  | 길이 130, 화장 109.5, 품 85, 진동 35.5              | 16세기 후반 ∼ 17세기 초 |
| 31-18호 |      | 창의 (氅衣)             | 1点  | 길이131.5, 화장94.5, 품63, 진동32                   | 16세기 후반 ∼ 17세기 초 |
| 31-19호 |      | 가래속옷 (開襠袴)       | 1点  | 길이115, 허리너비12, 허리둘레112, 밑길이56          | 16세기 후반 ∼ 17세기 초 |
| 31-20호 |      | 복건 (幅巾)             | 1点  | 길이78, 너비59, 끈 2개(길이64, 너비3.5)             | 16세기 후반 ∼ 17세기 초 |
| 31-21호 |      | 멱목 (幎目)             | 1点  | 가로31, 세로30, 끈(길이60-63, 너비 1.9)             | 16세기 후반 ∼ 17세기 초 |
| 31-22호 |      | 악수 (握手)             | 2点  | 길이30, 세로12.5, 끈(길이65, 너비1.5)               | 16세기 후반 ∼ 17세기 초 |
| 31-23호 |      | 육합모1 (六合帽1)       | 1点  | 총길이(상부21, 하부9.5), 끈2개(길이43, 너비1.2)     | 16세기 후반 ∼ 17세기 초 |
| 31-24호 |      | 육합모2 (六合帽2)       | 1点  | 총길이(상부21, 하부9.5), 통너비58                   | 16세기 후반 ∼ 17세기 초 |
| 31-25호 |      | 이불                    | 1点  | 길이추정 불가                                       | 16세기 후반 ∼ 17세기 초 |
| 31-26호 |      | 해치흉배 (獬豸胸背)     | 1点  | 가로34.5, 세로35                                    | 16세기 후반 ∼ 17세기 초 |
| 총계    |      | 26件                    | 31点 |                                                     |                         |

## 같이 보기
- 조경
- 조경 선생 묘 - 경기도 포천시 신북면 만세교리 소재, 포천시 향토유적 제42호

## 참고 자료
- 조경묘 출토 유의 일괄 - 국가유산청 국가유산포털